# Friedrich Allmacher
Friedrich Allmacher (3 de dezembro de 1914 - 26 de dezembro de 1944) foi um oficial alemão que serviu na Heer durante a Segunda Guerra Mundial. Foi condecorado com a Cruz de Cavaleiro da Cruz de Ferro.